# Форд, Александр
Александр Форд (пол. Aleksander Ford, собственно Моше Ли́вшиц пол. Mosze Lifszyc, 24 ноября 1908, Киев, Российская Империя — 4 апреля 1980, Нейплс, Флорида, США) — польский кинорежиссёр. С 1969 в эмиграции.

## Биография
Учился на факультете истории искусств в Варшавском университете. Дебютировал в кино короткометражными лентами «Над утром» и «Польский Манчестер» (оба — 1928). В своих ранних картинах предвосхитил стилистику итальянского неореализма. В 1945—1947 — директор государственного объединения «Film Polski» (Польский фильм), 1955—1968 — художественный руководитель Творческого объединения «Студио». Самый знаменитый фильм Форда — «Крестоносцы» по роману Сенкевича — снискал огромную популярность в Польше и за её пределами. Фильм по книге Марека Хласко «Восьмой день недели», показанный в 1958 году на МКФ в Венеции, в Польше долгое время находился под запретом.

### Эмиграция
В конце 1960-х годов Форд приступил к работе над фильмом о Януше Корчаке, однако проект был закрыт под давлением антисемитских сил (Форду удалось осуществить его позднее). В обстановке политического кризиса 1968 года был уволен с работы и эмигрировал в Израиль, затем в Данию и США. Экранизация романа Солженицына «В круге первом», несмотря на участие в ней Эльжбеты Чижевской и Ольги Чеховой, была встречена критикой негативно; осудил её и Солженицын . И прочие фильмы Форда, снятые за рубежом, не имели успеха у публики и критики. Покончил с собой в гостинице курортного американского городка под названием Нейплс.

## Избранная фильмография
- 1932 — Легион улицы / Legion ulicy
- 1933 — Сабра / Sabra[3]
- 1935 — Не было у бабы печали / Nie miała baba kłopotu
- 1938 — Люди Вислы / Ludzie Wisły
- 1948 — Пограничная улица / Ulica Graniczna[4]
- 1952 — Юность Шопена / Młodość Chopina
- 1953 — Пятеро с улицы Барской / Piątka z ulicy Barskiej[5]
- 1958 — Восьмой день недели / Ósmy dzień tygodnia[6]
- 1960 — Крестоносцы / Krzyżacy[7]
- 1964 — Первый день свободы / Pierwszy dzień wolności
- 1971 — В круге первом / Den foerste Kreds[8]
- 1974 — Вы свободны, доктор Корчак / Sie sind frei, Dr. Korczak